# Каспи
Каспи (на грузински: კასპი) е неголям град в Грузия, административен център на Каспски район, един от най-старите градове в областта Картли. През 1959 година, по съветско време, получава статут на град във връзка с изграждането на завода за цимент.

## География
Градът е разположен в долината на река Кура, на 523 m надморска височина, на 48 km от столицата Тбилиси и на 60 km от Марнеули. Намира се на южния склон на Голям Кавказ, югозападно от планината Тхони, там където малката река Лехура се влива в Кура. Между Лехура и Кура се образува триъгълно възвишение, с около 40 m по-високо от околната територия. Градът е изграден на това възвишение, предполагаемо около 1500 г. пр.н.е. Каспи е отделен от левия бряг на река Кура с полска ивица, широка около половин километър.

## Наименование
Възможно е съвпадението на името на града с това на Каспийско море да е чиста случайност, но съществува теория, според която то произлиза от името на същото племе каспии (каспийци), от които води наименованието си и морето. По времето на Херодот те живеят южно от Баку, но близо до него. Възможно е част от племето да е мигрирала на запад и да е основала града.

## Население
Населението на Каспи през 1989 г. е 17 100 души, през 2002 намалява на 15 200 души, а през 2014 се забелязва лека тенденция на увеличение и жителите наброяват 13 423.

## История
Първото селище на територията на съвременния град се появява още през бронзовата епоха. Археолозите предполагат, че Каспи е бил малко градче още през 6-5 век пр.н.е. В грузинската хроника „Мокцеваи Картлисай“ са описани градовете и крепостите на Картлийското царство през втората половина на 4 век пр.н.е., между които е споменат и Каспи. Градът се упоменава в исторически източници и през 327 година, във връзка с цар Мириан III, който се изкачва на планината Тхоти и вижда от там селищата Каспи и Уплисцихе. След това, за продължителен период от време, не се споменава нищо за него.
До 8 век Каспи се развива добре и се превръща в богат град, тъй като е разположен на главен търговски път. Скоро след това е ограден с твърде необходимата в онези времена крепостна стена.
През 730 г. Грузинските територии са нападнати от арабите, под предводителството на последния арабски халиф от династията на Умаядите – Марван II Глухия (Марван Кру). След унищожителните действия на войските му много градове престават да съществуват, в т.ч. и Каспи. След тези събития Каспи остава малко селце до средата на 20 век. Известно е само, че през 15 век преминава във владение на грузинския княжески род Амилахвари.
По време на Руско-Грузинската война в Южна Осетия през 2008 г. градът понася загуби от действията на окупационните сили. На 12 август руската военна авиация продължава на бомбардира грузински територии. Нейна цел стават градовете Гори, Хашури, Каспи и Агара. Каспи е бомбардиран, въпреки че попада извън зоната на конфликта. Хвърлени са три бомби, всички близо до немския Хайделбергски циментов завод, един от двата циментови завода в Грузия.
На 15 август 9 руски танка, съпроводени от 3 вертолета Ми-24 се установяват до село Игоети, близо до Каспи, и откриват контролно-пропускателен пункт. На 16 август в града са дислоцирани 3 руски танка. Руските войски минират и взривяват железопътния мост в района на града.

## Градска среда
Условно градът се състои от 3 части. Това са Старият град, източните селски покрайнини и южната промишлена зона. В центъра е разположен площад, съединяващ улиците „Сталин“, „Чавчавадзе“ и „Давид Агмашенебели“ (Давид IV Строителя). В тази централна градска част се намират железопътната гара, кметството, краеведческият музей и паркът, носещ името на Гиорги Саакадзе. Тук е издигнат и паметникът на Саакадзе, грузински пълководец от 17 век.
Улица „Давид Агмашенебели“ върви успоредно на река Лехура и дели града на две части – безинтересната източна и западната, включваща в чертите си Стария град, където е концентрирана по-голямата част от историческите паметници. На същата улица са разположени автогарата и църквата „Вахтанг I Горгасали“.
До Стария град се стига по улица „Костава“, на която са разположени полицейското управление и църквата „Св. Теодор Тирон“, построена през 4 век, най-старата постройка в Каспи. Само стенописите в нея са съвременни. Около храма се виждат останки от крепостна стена, за която не е ясно дали е ограждала само църквата или е част от градската стена, тъй като е обновявана и достроявана многократно. На около 500 m от площада, почти в края на Стария град, се намира новият храм „Св. Георги“, откъдето се открива красива гледка към долината на Кура. В Стария град се намира още църквата „Субнишани“, а в покрайнините на Каспи е издигната „Църквата на архангелите“.
В Стария град са разположени още няколко църкви, издигнати в периода от 5 до 7 век. Това са руините на малката църква „Възнесение Господне“, веднага след която следва храмът „Пресвета Дева Богородица“. В самия център на Стария град се намират руините на третата църква – „Квирацховели“ (Шубнишани).
В източната част, характерна с хрушчовската си архитектура, се намира само малката църква „Мацховари“ (Спасителя), строена през 5 или 6 век и напълно обновена. Районът в южната градска част е предимно индустриален.

## Култура
В двуетажната сграда на Краеведческия музей е представена археологическа колекция, събирана по време на разкопките в историческите райони Метехи, Квемо-Рене, Земо-Рене и Каспи. Могат да се видят артефакти от средната и късна бронзова епоха и от ранната желязна. Представени са материали от Античността и Средновековието. Експонирани са керамика, дрехи, брадви, наконечници за стрели, свързани с Триалетската култура. Античността е представена със сребърен диск, намерен в село Сасирети, бронзова статуетка на Дионис, няколко ойхоное и други. От периода на Средновековието са изложени керамични съдове. През 2015 година музеят е закрит за ремонт.

## Икономика
Съвременният Каспи е малък индустриален град със собствена железопътна станция. Именно заради жп линията, която преминава през града, там започват да се строят заводи. Промишлеността е представена от действащия циментов завод и заводите за производство на електроуреди и на покривни плоскости. Построена е консервна фабрика и е изградена цялата липсваща инфраструктура.

## Транспорт
През града преминава автомагистралата Тбилиси-Гори, по която през 2008 г. става частичната евакуация на населението, бягащо от настъпващите руски войски. Жп магистралата е клон от главното трасе на Грузия, свързващо градовете Тбилиси и Самтредия.

## Крайградски забележителности
В околностите на града, в Ахалкалаки, се намира старинният храм „Ертацминда“, а в село Квемо-Чала – руините на крепостта Амилахвари и замъкът Схвило. През 6 век, на северозапад от Каспи, е основан манастирът „Фадей Степанцминдский“. Носи името на кападокийски монах, един от основателите на грузинското монашество, който е основател на манастира и е погребан в него. Алтернативното му име е Тетрахеви, което означава „Бяло дефиле“. Манастирската църква е в руини, а в южния притвор са събрани човешки кости. Източно от църквата се виждат следи от водопровод, а в южната част има кладенец.
Само на 500 m от западните покрайнини на града се намира комплекс от издълбани в мекия пясъчник пещерни помещения, датирани към 6 век. Не е ясно за какво точно са използвани, но най-вероятно – като гробница. Но наличието на прозорци, капаци и стълби говори против тази теория. Интересно е, че каспските пещери са разположени на една линия с пещерния град Уплисцихе, на левия бряг на Кура. Между Каспи и Уплисцихе има още няколко такива комплекса.

## Известни личности
Родени в Каспи
- Александре Цагарели (1844 – 1929), езиковед